# جانغ كوك-تشول
جانغ كوك-تشول (مواليد 16 فبراير 1994) هو لاعب كرة قدم كوري شمالي دولي.

## الأهداف الدولية
| # | التاريخ       | المكان                       | الخصم     | النتيجة | الحصيلة | المنافسة                          |
| - | ------------- | ---------------------------- | --------- | ------- | ------- | --------------------------------- |
| 1 | 9 مارس 2012   | ملعب هالتشوك، كاتماندو       | الفلبين   | 2–0     | 2–0     | كأس التحدي الآسيوي 2012           |
| 2 | 11 مارس 2012  | ملعب هالتشوك، كاتماندو       | طاجيكستان | 2–0     | 2–0     | كأس التحدي الآسيوي 2012           |
| 3 | 16 يونيو 2015 | ملعب كيم إيل-سونغ، بيونغيانغ | أوزبكستان | 2–0     | 4–2     | تصفيات كأس العالم لكرة القدم 2018 |

## روابط خارجية
- جانغ كوك-تشول على موقع الاتحاد الدولي (مؤرشف)  (الإنجليزية)
- جانغ كوك-تشول على موقع قاعدة بيانات كرة القدم.إي يو (الإنجليزية)
- جانغ كوك-تشول على موقع ناشيونال فوتبول تيمز (الإنجليزية)
- جانغ كوك-تشول علىAsian Games Incheon 2014